# Uscana bruchidivorax
Uscana bruchidivorax is een vliesvleugelig insect uit de familie Trichogrammatidae. De wetenschappelijke naam is voor het eerst geldig gepubliceerd in 1954 door Steffan.